# К2Капитал
К2Капитал — информационно-аналитический портал, являющийся одним из старейших русскоязычных источников информации в Интернете о глобальном финансовом рынке. Основан в 1999 году, с 2009 года зарегистрировано в качестве информационного агентства и периодического издания, что подтверждено Федеральной службой по надзору в сфере связи и информационных технологий (Св.№ ФС77-36373).
По данным на январь 2009 года, портал занимает 16 место из 321 в рейтинге информагентств по версии Яндекса. Его основные читатели — инвесторы и трейдеры, бизнесмены и журналисты — профессионалы и все те, кто нуждается в ежедневной информации с мировых финансовых площадок.
Сайт осуществляет мониторинг мировых событий, представляет экспертные оценки, аналитические комментарии, публикует новости, интервью и актуальные репортажи собственных корреспондентов в разных странах мира. Среди ньюсмейкеров портала известные отечественные и зарубежные экономисты, бизнесмены, деятели искусства, депутаты Госдумы, лидеры политических движений, академики РАН.
Публикуемые материалы широко цитируются электронными СМИ России, Украины, Казахстана, других государств.
Соучредитель престижной Премии Александра Плющева за лучшие новые сервисы и сайты (start-up) в Рунете. Портал удостоен премии «Лидер национальной экономики 2007».
Портал еженедельно посещают более 30 000 пользователей из 20 стран мира. На основе опубликованных Агентством его авторских материалов в 2010 году публицистом А.И.Анненским издана книга «Европа на ленте».
3 октября 2016 года организация была ликвидирована.